# Atlantis Chaos
Atlantis Chaos ist ein etwa 200 Kilometer großes Becken mit einer wirren, zerfurchten Landschaft auf dem Mars.

## Beschreibung
Die Region Terra Sirenum im südlichen Marshochland ist eine Region mit vielfältigen geologischen Prozessen auf kleinem Raum. Das chaotische Gebiet ist dabei eine wild strukturierte Landschaft in einer fast kreisrunden Tiefebene, die aus einer Ansammlung von mehreren hundert kleinen Bergspitzen und Tafelbergen mit heller Oberfläche besteht. Vermutlich handelt es sich um so genannte „Zeugenberge“, die Überreste einer zusammenhängenden Hochfläche darstellen, welche zum großen Teil durch Erosion abgetragen wurde. Diese Ablagerungen wurden vermutlich durch Wind in das Becken getragen und später durch den Wassereinfluss verändert. Auf der Erde sind solche Sedimentdecken als Löß bekannt.